# Snow Patrol

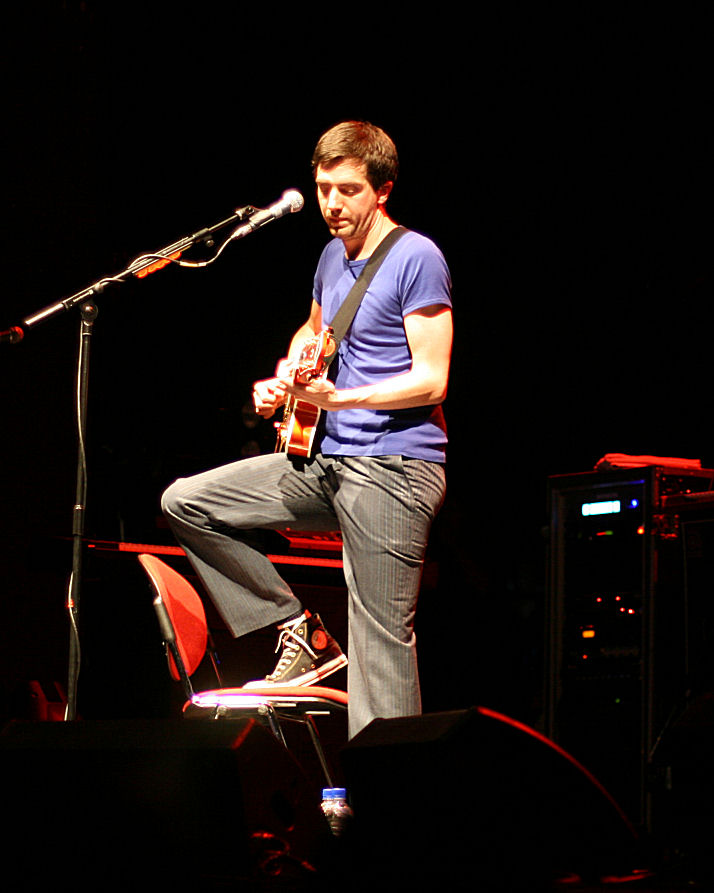
Gary Lightbody se apresentando pela banda em 2008.

Snow Patrol é uma banda de rock irlandesa/escocesa formada no final de 1994 pelo vocalista e guitarrista Gary Lightbody e pelo baixista e tecladista Mark McClelland, dois estudantes da Irlanda do Norte que, na época, estavam procurando escolas em Dundee, na Escócia. Dentre os sucessos da banda, destacam-se os singles "Run", "Signal Fire", "Open Your Eyes", "Chasing Cars" e "Just Say Yes".

## História

### No começo (1994 – 2001)
Originalmente formado no fim de 1994 como "Shrug" pelos estudantes Gary Lightbody e Mark McClelland (ambos da Irlanda do Norte) na Universidade de Dundee em Dundee, Escócia, a banda iniciou se apresentando na universidade e invadindo pubs antes de mudar seu nome para Polar Bear (ou Polarbear) no final de 1995. No meio de 1997, eles de novo mudaram de nome, dessa vez para Snow Patrol, e lançaram 3 músicas em um EP, Starfighter Pilot, na gravadora Electric Honey.
Até esse ponto, Jonny Quinn, da Irlanda do Norte, entrou como baterista permanentemente. Com ele, a banda lançou seu próximo EP "Little Hide" na Jeepster Records enquanto ainda moravam em Dundee (a capa era uma foto desfocada de um jogo de futebol [Escócia vs Estônia] no Celtic Park, tirada por Gary Lightbody). O single seguinte, "One Hundred Things You Should Have Done in Bed" fez pouco sucesso entre o mundo independente. Ambos os singles foram pesadamente promovidos pela Jeepster - com vídeos inclusos como arquivos de computadores nos CDs singles, e Snow Patrol começou a aparecer na televisão. Sua primeira entrevista na emissora de TV MTV foi em 1998, e eles rapidamente apareceram no documentário do Channel 4 sobre a  Jeepster Records (onde concentraram mais atenção em Belle & Sebastian) no mesmo ano. Dois álbuns pela Jeepster foram feitos: Songs for Polarbears em 1998 (incluindo uma versão remix do seu primeiro single "Starfighter Pilot") e When It's All Over We Still Have to Clear Up em 2001 (ambos gravados enquanto a banda se apresentava em Glasgow). Ainda em 2001, Gary conheceu um grupo de músicos escoceses, como Mogwai e Belle & Sebastian juntos apresentaram como um "supergroup", os Reindeer Section, que lançaram 2 álbuns. Gary fez vocal em um single de Cut La Roc.
O endereço do site da banda coloca sobre isso na FAQ, item número 6:
| “ | SP foi originalmente chamado Polar Bear mas teve que mudar seu nome porque o baixista do Jane's Addiction tinha um projeto chamado Polar Bear. O nome Snow Patrol veio de um amigo da banda que enquanto a banda chamava Polar Bear sempre ele se referia para o grupo como Snow Patrol. Quanto o tempo para mudar o nome veio, foi uma passo inevitável. | ” |

Depois o sucesso veio mas com algumas falhas comerciais que tiveram com a gravadora, a banda ficou desiludida com o relacionamento entre eles. Eles sentiram que Belle & Sebastian tinha mais atenção da gravadora, e pouco foi feito para promover Snow Patrol. Desde que se formaram como banda não ganharam muito dinheiro.[carece de fontes?]

### Final Strawe o sucesso (2001 – 2005)
Depois de terem sido abandonados pela Jeepster, o guitarrista Nathan Connolly entrou, e a banda assinou com a gravadora Polydor Records. Eles ganharam sucesso no mainstream com sua música "Run" (que estreou em 5º lugar nas paradas de single do Reino Unido), como bem o álbum foi um lançamento de 2003, Final Straw que foi produzido por Jacknife Lee. A gravação alcançou 3º lugar nas paradas de álbum do Reino Unido. Ele seguiram seu sucesso de "Run" com três mais singles do álbum: "Chocolate", o relançamento de "Spitting Games", "How to Be Dead".
Em 16 de Março de 2005, McClelland deixou a banda, com Lightbody declarando 'o todo como um novo grupo com inesperadas pressões… infelizmente os seus pensamentos sobre relações de trabalho dentro da banda, e que foi sentido a banda não poderiam avançar com Mark como um membro.' Integrante antigo, Terra Diablo e Paul Wilson trocaram de lugar entre eles no baixo. Em Abril de 2005, Snow Patrol declarou que estaria em turnê com o tecladista Tom Simpson um integrante oficial da banda.
No meio de 2005, durante sua turnê para divulgação de Final Straw, a banda viajou com U2 como banda de abertura da turnê deles, a Vertigo Tour na Europa. A banda retornou para os Estados Unidos depois de sua turnê. No verão ainda se via Snow Patrol tocando em um pequeno show em Londres no concerto beneficente Live 8. Depois de terminarem suas aberturas para outras bandas e seus 2 longos anos de turnê do álbum Final Straw no fim de Julho, a banda se afastou por algumas semanas e começaram a escrever e gravar algumas músicas para o novo álbum. A Nova versão da música de John Lennon, "Isolation" foi lançada em 10 de Dezembro de 2005, como parte da campanha international Make Some Noise. A música foi colocada em 2007 em um álbum de tributo ao John Lennon, Instant Karma: The Amnesty International Campaign to Save Darfur.

### Eyes Open(2006 – 2007)

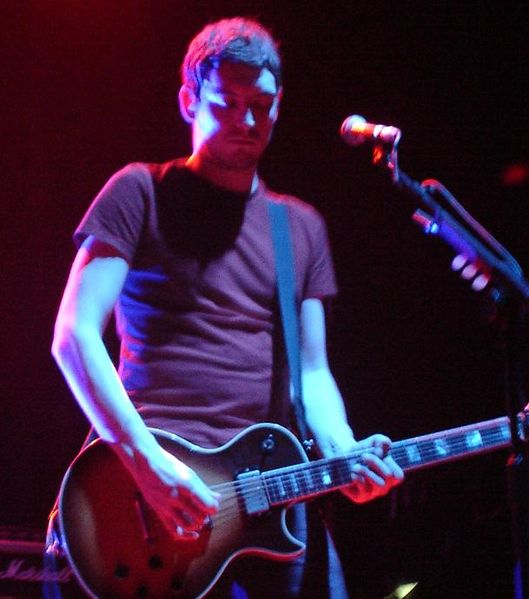
Nathan Connolly é o guitarrista da banda desde 2002.

A banda completou a gravação de Eyes Open em dezembro de 2005, com Jacknife Lee retornando na produção, e esse álbum foi lançado em 24 de abril de 2006 na Irlanda, e 1º de maio de 2006 no Reino Unido, com o primeiro single "You're All I Have" lançado em 24 de abril de 2006. O álbum foi lançado na América do Norte em 9 de maio. Enquanto "Hands Open" foi o primeiro single americano, "Chasing Cars" foi colocado para download e fez mais sucesso em uma cena da segunda temporada do seriado Grey's Anatomy em 15 de maio de 2006. Devido a surpreendente popularidade da música, ela foi lançada como single em junho e o vídeo foi regravado para incluir partes dos shows.
Em 30 de julho de 2006, Snow Patrol apareceu no final de um programa de música da BBC, Top of the Pops, tocando "Chasing Cars". A banda foi a última atração a se apresentar no programa.
Snow Patrol gravou uma sessão ao vivo na Abbey Road Studios para o Live from Abbey Road em 4 de outubro de 2006. A apresentação foi incluída no episódio dividido com Madeleine Peyroux e Red Hot Chili Peppers e passou no Reino Unido no Channel 4 e nos Estados Unidos na Sundance Channel.
A banda foi forçada a adiar a maiora dos shows da turnê americana de Eyes Open depois que foram descoberto "pólipos" nas cordas vocais de Lightbody, e falhou de se curar depois do diagnóstico de repouso de três dias da turnê. Datas foram reagendadas para Agosto e Setembro. O ano continuou com dificuldades para a banda em suas turnês, como eles foram forçados a cancelar 2 festivais que aconteceriam em agosto devido a ataques terroristas na Inglaterra. 2 integrantes da banda foram para os Estados Unidos enquanto dois foram para Londres. A banda ainda teve que cancelas aparições na Alemanha e França depois do baixista Paul Wilson machucar seu braço esquerdo e ombro.
Em 26 de novembro de 2006, Eyes Open foi o álbum mais vendido do ano no Reino Unido, passando outros líderes como Whatever People Say I Am, That's What I'm Not do Arctic Monkeys. Apesar da grande venda de Take That com seu álbum Beautiful World, Eyes Open ganhou como o álbum mais vendido do ano de 2006, com 1,6 milhão de venda. O álbum recebeu disco de platina nos Estados Unidos por vender mais de 1.000.000 cópias, e isso manteve eles na lista da Billboard 200 por mais de 15 semanas, sobre a enorme popularidade de "Chasing Cars".
Snow Patrol apareceu como convidado musical no episódio de 17 de março de 2007 no Saturday Night Live, apresentado por Julia Louis-Dreyfus. Eles tocaram "You're All I Have" e "Chasing Cars". A turnê da banda segui-se pelo Japão em abril, passando pelos festivais europeus, México e Estados Unidos. Eles terminaram sua turnê na Austrália em setembro de 2007.
A banda contribuiu na música "Signal Fire" para a trilha sonora de Spider-Man 3, como também no próprio filme. A música liderou como single da trilha sonora e foi apresentada nos créditos do filme.
Em 7 de julho de 2007, a banda se apresentou na versão de Londres do Live Earth no Wembley Stadium. Brevemente depois da apresentação, Simpson foi preso por estar carregando cocaína.
Em 1 de setembro de 2007 virou atração principal em um mini-festival na cidade natal de Gary Lightbody e Jonny Quinn, Bangor no Condado de Down. Cerca de 30.000 pessoas foram para ver a banda.
Em 25 de novembro de 2007, Snow Patrol fez um acústico para a casa de caridade Mencap, em uma pequena capela em Islington. Eles foram uma das principais bandas a fazer parte do projeto chamado "Little Noise Sessions" que foi criado por Jo Whiley.

### A Hundred Million Suns(2008 – 2009)

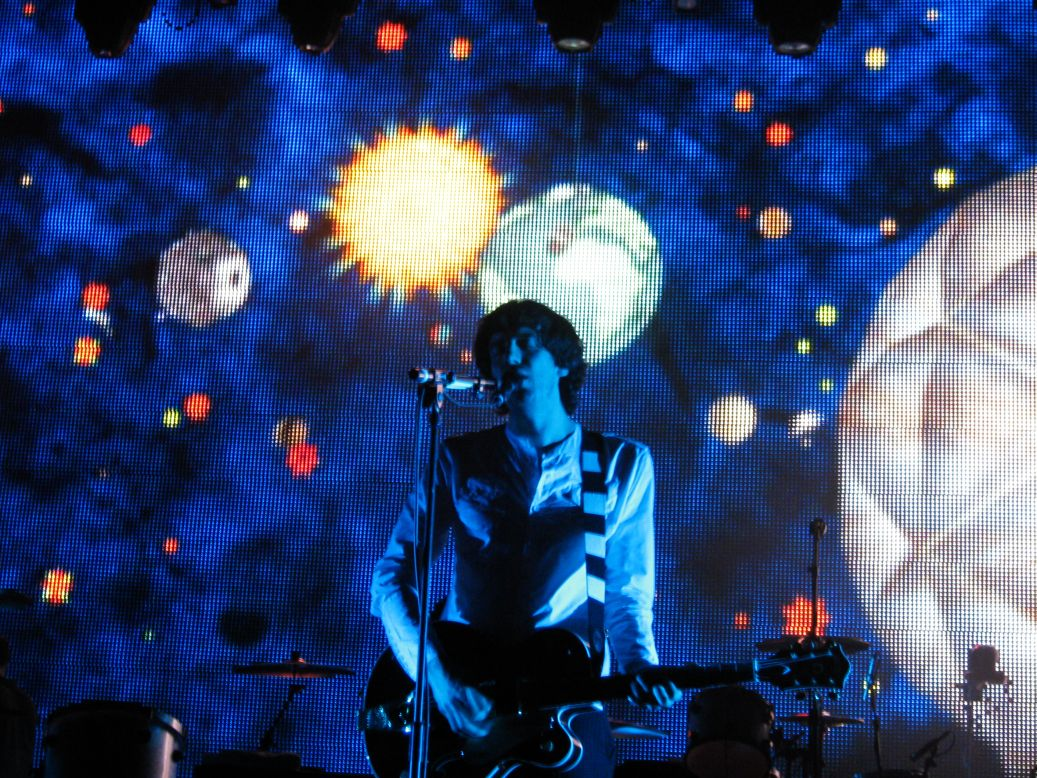
Lightbody e Snow Patrol se apresentando na Alemanha em maio de 2009.

Gary Lightbody iniciou gravação do sucessor de Eyes Open no Outono de 2006, com Jacknife Lee fazendo pela terceira vez a produção. Desde então a banda declarou que ele desejaram pegar anos antes das turnês de Final Straw e Eyes Open e decidiram emergir no final de 2008 com seu próximo álbum. Lightbody ainda lançou um álbum que faz parte do projeto solo chamado "Listen... Tanks!" mas a data para isso não foi anunciada publicamente.
Um tópico, datado em 23 de Maio de 2008 no site oficial da banda declarou que eles gravaram o álbum em uma semana; eles começaram em 19 de Maio de 2008. O novo álbum intitulado A Hundred Million Suns, foi lançado em 24 de Outubro de 2008 na Irlanda e 28 de Outubro no Reino Unido e nos Estados Unidos. O primeiro single intitulado "Take Back the City" foi lançado na Irlanda em 10 de Outubro de 2008. Para filmar o vídeo para "Take Back the City" foi alugado um lugar na semana de 11 de Agosto de 2008 na Central de Londres, como um dos integrantes da banda iria se casar no próximo dia. O videoclipe foi dirigido por Alex Courtes.
A Hundred Million Suns acabou virando um sucesso comercial, vendendo mais de 1 milhão de cópias pelo mundo.
A banda então lançou uma coletânea, intitulada Up to Now, lançada em 9 de novembro de 2009, contendo várias canções dos 15 anos de carreira da banda. "Just Say Yes", uma canção escrita por Lightbody e gravada anteriormente pelas cantoras Nicole Scherzinger e Diana Vickers, foi lançado como primeiro single desda coletânea em 2 de novembro.

### Fallen EmpireseGreatest Hits(2009 – 2017)
Snow Patrol decidiu entrar em uma "nova fase" enquanto gravava seu sexto álbum. Os integrantes da banda anunciaram que estavam assumindo uma "nova direção" musical e o guitarrista Nathan Connolly alertou os fãs para eles ficarem com a mente aberta.
Snow Patrol lançou oficialmente seu primeiro single do novo trabalho, "Called Out in the Dark", em 21 de julho 2011 no programa de Zane Lowe na BBC Radio 1. Nos dias posteriores, foram anunciados as faixas "My Brothers", "I'm Ready" e "Fallen Empires". A banda então anunciou o nome do álbum, Fallen Empires. Em 17 de agosto, o video clipe de "Called Out in the Dark" estreou no youtube.
O álbum Fallen Empires foi oficialmente lançado 14 de novembro de 2011 no Reino Unido, entrando em 3º lugar nas paradas dos mais vendidos.

### Wildness(2018 – presente)
A banda começou a trabalhar em um novo álbum ainda em 2015. Lightbody falou para a NME que ele teve que superar um bloqueio de escritor e que canções antigas haviam sido substituídas por novo material.
Em 28 de janeiro de 2018, a banda divulgou em suas redes sociais o nome do seu novo álbum Wildness, que foi lançado em 25 de maio de 2018.

## Integrantes
- Gary Lightbody - vocalista, guitarra, bateria
- Johnny McDaid - contrabaixo, teclado, guitarra, voz secundária
- Nathan Connolly - guitarra, voz secundária

### Ex-integrantes
- Paul Wilson - contrabaixo, voz secundária
- Mark McClelland - contrabaixo
- Jonny Quinn - bateria
- Michael Morrison - bateria
- Tom Simpson - teclado, sample

## Discografia
Álbuns de estúdio
- Songs for Polarbears (1998)
- When It's All Over We Still Have to Clear Up (2001)
- Final Straw (2004)
- Eyes Open (2006)
- A Hundred Million Suns (2008)
- Fallen Empires (2011)
- Wildness (2018)
- The Forest Is the Path (2024)